# Абреков, Магомет Маджитович
Магомед Маджитович Абреков (карач.-балк. Абрекланы Маджитни джашы Магомед; 4 июня 1952, Киргизская ССР — 7 июня 1997, Черкесск, КЧР) — первый председатель Верховного суда Карачаево-Черкесской республики, заслуженный юрист Российской Федерации, мастер спорта СССР по вольной борьбе.

## Биография
Магомед Абреков родился в 1952 году в Киргизии. Служил на Сахалине в разведывательном батальоне. Во время учёбы в Саратовском юридическом институте был удостоен именной стипендии. Занимался вольной борьбой и самбо. Благодаря победам и призовым местам на соревнованиях и спартакиадах Магомеду Абрекову присвоили звание мастера спорта СССР по вольной борьбе и самбо. Магомед Маджитович Абреков умер в Черкесске 1997 году в возрасте 45 лет.

## Карьера
В 1979 году Абреков окончил учёбу и по действовавшему в ту пору государственному распределению поехал в Волгоград. Он работал судьёй Иловлинского районного суда Волгоградской области, а затем — председателем этого суда. Поработав председателем районного суда, он перешёл на работу в народный суд города Иловля, а затем в управлении юстиции Ставропольского края. После настойчивых просьб о переводе в Карачаево-Черкесию его наконец-то назначают судьёй Карачаевского горрайсуда. В 1993 году Абреков М. М. стал первым председателем Верховного Суда Карачаево-Черкесской Республики. За заслуги на этом поприще он был удостоен почётного звания «Заслуженный юрист Российской Федерации».